# Банкет (фортификация)

A — амбразура, C — банкет, D — валганг

Банкет или стрелковая ступень в фортификации — дополнительная насыпь или ступень с внутренней стороны слишком высокого для человека бруствера для размещения на ней стрелков, ведущих огонь поверх бруствера.
В русских деревянных крепостях подобное возвышение перед высоким заборолом называлось кровать.